# シェリー (タレント)
シェリー（しぇりー、1957年〈昭和32年〉10月17日 - ）は、日本の歌手、タレントである。本名は安部玲子。東京都大田区出身。身長154cm。B78cm、W56cm、H82cm（1976年2月）。

## 略歴
フランス人の父と日本人の母の子として誕生（いわゆる「フランス系のハーフ」）。東京都立代々木高等学校卒業。フランス人の父はシェリーが生まれて6カ月後にフランスで事故死をしており、母親が今の父に悪いからと実の父の写真を全部処分したため、「実の父がフランス人だったことを知らなかった。母が今の日本人の父と再婚だったことも知らなかった。」と語っている。そのため、本人はその容ぼうにもかかわらず日本語しか話せず、大阪にいる現在は大阪弁を流ちょうに話す。その日本人の父も17歳の時亡くしている。
14歳で元祖「ハーフ美少女アイドル」としてデビュー、『an・an』（マガジンハウス）、『non-no』（集英社）のモデルを始める。1974年、篠山紀信撮影による『プレイガール』（集英社）の第2号の表紙で話題を呼び、その年、歌手デビュー。『オズの魔法使い』で主演を果たして中高生を中心に人気を博す。このドラマは世界初の立体映像が売り物で本編中、2色のメガネをかけると立体に見えるシーンが数分間あるということで話題になった。その後『金曜10時!うわさのチャンネル!!』でマギー・ミネンコの後を継いでバラエティーアイドルという立場を確立、番組内で発した「ケツ見ろっ!」という、マギーの「乳揉め～!」の向こうを張ったといわれる言葉は流行語ともなった。
1983年、一歳年上のテニスコーチと結婚するも3年半で破局。妊娠5カ月での離婚ということで話題となるが、離婚を決意したときには妊娠していることが分からなかった。女児を出産する。「出産のために大阪に来たけど、居心地がいいので、そのまま住みついてしまった。」といい、87年に移住。以後、大阪でのテレビ局を中心に活動する。
その後、男児を出産する。大阪松屋町にタコ焼きが食べられるスナック『TACO BAR たこのつぼ』を始める。その後、大阪ミナミでスナック『シェリーの店』を経営、東京でカラオケ・クラブを経営している元アイドルの伊藤咲子とは、関東と関西で出張する客を紹介し合ったりする仲であった。
母が脳梗塞で倒れ、母の介護と子供の育児に追われるが、2012年7月、車を運転中、今度は自身が脳梗塞となり、事故は免れたが入院することになる。9月に退院するが後遺症のため店を閉めざるをえなくなり、リハビリに専念する。
爆笑問題の太田光がかつてファンで、初めて会った芸能人でもあり、その太田のリクエストによって2014年5月23日放送の『爆報! THE フライデー』（TBS）で取り上げられる。ここで最初の子である娘がダブル不倫の相手から授かったと初告白した。今は介護ヘルパーのライセンスを修得、兵庫県尼崎市の介護施設で働いている。
父親違いの妹が一人いる。娘は『推定少女』のLissa。巨人軍と競馬のファン、趣味は茶道、スキューバダイビング、スケート。胸の下に大きな副乳があり、NTV紅白歌のベストテンで披露した。

## ディスコグラフィ

### シングル
| #                                    | 発売日                               | A/B面                                | タイトル                             | 作詞                                 | 作曲                                 | 編曲                                 | 規格品番                             |
| ビクター音楽産業（ビクターレコード） | ビクター音楽産業（ビクターレコード） | ビクター音楽産業（ビクターレコード） | ビクター音楽産業（ビクターレコード） | ビクター音楽産業（ビクターレコード） | ビクター音楽産業（ビクターレコード） | ビクター音楽産業（ビクターレコード） | ビクター音楽産業（ビクターレコード） |
| ------------------------------------ | ------------------------------------ | ------------------------------------ | ------------------------------------ | ------------------------------------ | ------------------------------------ | ------------------------------------ | ------------------------------------ |
| 1                                    | 1974年 6月25日                       | A面                                  | 甘い経験                             | 山上路夫                             | 馬飼野康二                           | 馬飼野康二                           | SV-1186                              |
| 1                                    | 1974年 6月25日                       | B面                                  | 昼さがりの秘密                       | 山上路夫                             | 馬飼野康二                           | 馬飼野康二                           | SV-1186                              |
| 2                                    | 1974年 11月                          | A面                                  | ドロシーの恋の唄                     | 寺山修司                             | 星勝                                 | 星勝                                 | KV-37                                |
| 2                                    | 1974年 11月                          | B面                                  | 虹の彼方に                           | 水島哲                               | Harold Arlen                         | 山本直純                             | KV-37                                |
| 3                                    | 1974年 12月                          | A面                                  | やさしく奪って                       | 山上路夫                             | 馬飼野康二                           | 馬飼野康二                           | SV-1209                              |
| 3                                    | 1974年 12月                          | B面                                  | わがまま                             | 山上路夫                             | 馬飼野康二                           | 馬飼野康二                           | SV-1209                              |
| 4                                    | 1975年 4月                           | A面                                  | 17才の素顔                           | 橋本淳                               | あかのたちお                         | 竜崎孝路                             | SV-1224                              |
| 4                                    | 1975年 4月                           | B面                                  | 涙の中を                             | 橋本淳                               | あかのたちお                         | 竜崎孝路                             | SV-1224                              |
| 5                                    | 1975年 9月                           | A面                                  | たそがれのドーナツ・ショップ         | 橋本淳                               | 都倉俊一                             | 竜崎孝路                             | SV-1249                              |
| 5                                    | 1975年 9月                           | B面                                  | 17本のローソク                       | 橋本淳                               | 都倉俊一                             | 竜崎孝路                             | SV-1249                              |
| 6                                    | 1976年 1月                           | A面                                  | ひとときのシークレット               | 橋本淳                               | 筒美京平                             | 筒美京平                             | SV-1273                              |
| 6                                    | 1976年 1月                           | B面                                  | バス・ルームから                     | 橋本淳                               | 筒美京平                             | 筒美京平                             | SV-1273                              |
| 7                                    | 1976年 8月                           | A面                                  | ラブ・タイム                         | 橋本淳                               | 穂口雄右                             | 穂口雄右                             | SV-6092                              |
| 7                                    | 1976年 8月                           | B面                                  | すでに夏の色                         | 橋本淳                               | 穂口雄右                             | 穂口雄右                             | SV-6092                              |
| 8                                    | 1976年 9月                           | A面                                  | 恋のハッスル・ジェット               | 橋本淳                               | Jack"Dr.Dragon"Diamond               | 船山基紀                             | SV-6101                              |
| 8                                    | 1976年 9月                           | B面                                  | カリブの夢                           | 山川啓介                             | Jack"Dr.Dragon"Diamond               | 船山基紀                             | SV-6101                              |
| 9                                    | 1977年 1月                           | A面                                  | いとしのミスター・レイン             | 千家和也                             | 水谷公生                             | 羽田健太郎                           | SV-6175                              |
| 9                                    | 1977年 1月                           | B面                                  | 淋しく微笑んで                       | 千家和也                             | 水谷公生                             | 羽田健太郎                           | SV-6175                              |
| 10                                   | 1977年 5月                           | A面                                  | ひと夏の前に…                        | 島武実                               | 宇崎竜童                             | 船山基紀                             | SV-6223                              |
| 10                                   | 1977年 5月                           | B面                                  | 昼さがりの待ちぼうけ                 | 島武実                               | 宇崎竜童                             | 船山基紀                             | SV-6223                              |
| 11                                   | 1978年 2月                           | A面                                  | カクテル・チェリー                   | 森雪之丞                             | 森雪之丞                             | 小笠原寛                             | SV-6359                              |
| 11                                   | 1978年 2月                           | B面                                  | ヘイ・ダーリン                       | 森雪之丞                             | 森雪之丞                             | 小笠原寛                             | SV-6359                              |
| 12                                   | 1978年 5月                           | A面                                  | 素敵なあなた                         | たかたかし                           | 馬飼野康二                           | 馬飼野康二                           | SV-6454                              |
| 12                                   | 1978年 5月                           | B面                                  | ブルー・トレイン                     | たかたかし                           | 馬飼野康二                           | 馬飼野康二                           | SV-6454                              |
| 東芝EMI（EXPRESS → 東芝レコード）    |                                      |                                      |                                      |                                      |                                      |                                      |                                      |
| 13                                   | 1981年 6月21日                       | A面                                  | クレオパトラの涙                     | 柴田陽平                             | 杉本真人                             | 若草恵                               | ETP-17175                            |
| 13                                   | 1981年 6月21日                       | B面                                  | 百億の夜・千億の星                   | 山科晴義                             | 山科晴義                             | 若草恵                               | ETP-17175                            |
| 14                                   | 1981年 12月21日                      | A面                                  | 東京風来坊                           | 岡本おさみ                           | 鈴木キサブロー                       | 若草恵                               | TP-17267                             |
| 14                                   | 1981年 12月21日                      | B面                                  | 不似合同志                           | 森下優                               | たちはらるい                         | 矢野立美                             | TP-17267                             |
| 15                                   | 1986年 9月29日                       | A面                                  | 東京待ちぼうけ                       | とべあきよ                           | 水森英夫                             | 伊戸のりお                           | TP-17900                             |
| 15                                   | 1986年 9月29日                       | B面                                  | あなたじゃないの                     | 【歌唱：浜こうじ】                   | 【歌唱：浜こうじ】                   | 【歌唱：浜こうじ】                   | TP-17900                             |

### アルバム

#### 企画アルバム
- オズの魔法使い（1975年／SJX-201）
  - 共演：山崎唯、常田富士男、佐藤博、高見映

#### ベスト・アルバム
- シェリー ゴールデン☆ベスト（2007年9月21日／VICL-62589）

## 出演

### ラジオ
- シェリーの甘い経験（FM千里）

### テレビドラマ
- オズの魔法使い（1974年10月5日 - 1975年3月29日、NTV） - ドロシー
- 土曜ワイド劇場「京都殺人案内1 花の棺」（1979年4月21日、ABC） - キャサリン
- 遠山の金さん 第1シリーズ 第95話「母恋いオルゴール・旅路の女!」（1984年、ANB）

### テレビ番組
- 金曜10時!うわさのチャンネル!!（1973年10月5日 - 1979年6月29日、NTV） - 司会
- 独占!女の60分（1975年10月4日 - 1992年3月28日、テレビ朝日） - レポーター、水の江瀧子時代
- 象印クイズヒントでピント（1979年7月1日（第17回） - 9月9日（第24回）、テレビ朝日） - 女性軍3枠レギュラー解答者[14]
- '88夏休みスペシャル 思い出のアイドルスター大集合in大磯（1988年7月22日、フジテレビ）
- 晴れ時々たかじん（1988年10月3日 - 1992年4月3日、テレビ朝日）
- 爆報! THE フライデー（2014年5月23日、TBS）

### 特撮
- 宇宙からのメッセージ・銀河大戦 第17話「黄金の吸血姫」（1978年11月18日、ANB） - キャサリン王女
- 宇宙刑事シャリバン 第27話「裏切りの空 暗黒刑務所からの逃亡者」第36話「風雲の宇宙海にイガ戦士団のZ旗あがる」第50話「海坊主」（1983年9月9日・1983年11月11日・1984年2月17日、ANB） - リタ[15]

### 映画
- 人間の証明（1977年10月8日、東映） - 喫茶店 ウエイトレス
- Tokyo Loss (2018年）- 杉崎信子役

### CM
- サクラカラー（小西六写真工業株式会社）

### イメージビデオ
- 夏、戯れて（宇宙企画）

## 写真集
- シェリー写真集 週刊プレイボーイ特別編集（集英社、1983年5月15日）
- Ｍs．（ミズ）（竹書房、1995年10月9日）